# 정자이파
정자이파(鄭再發, 조셉 쳉 차이파, Joseph Cheng Tsai-fa, 1932년 7월 4일 – 2022년 9월 2일)는 대만의 로마 가톨릭교회 고위 성직자였다.
정자이파 신부는 푸젠성 샤먼시에서 태어나 1957년 사제품을 받았다. 1991년부터 2004년까지 대만 천주교 타이난 교구의 주교를 지냈고, 2004년부터 천주교 타이베이 대교구의 대주교를 지내다가 2007년 은퇴했다.